# Power Rangers
A Power Rangers amerikai médiafranchise, amelyet Haim Saban és Shuki Levy készített. A cím eredetileg csak egy 1993-as sorozatra, a Mighty Morphin Power Rangersre korlátozódott (ami a japán Kyōryū Sentai Zyuranger adaptációja), de a sorozat nagy sikerére tekintettel később további évadok, filmek és videójátékok készültek. A műanyag játékfigurák és az egyéb ajándéktárgyak is a franchise részét képezik. A franchise a japán Super Sentai sorozaton alapul.

## Cselekmény
A Power Rangers öt egyszerű, hétköznapi gimnazistáról szól, akik hősökké tudnak változni. Ilyen állapotban különféle szuper erejük van, amit a gonoszok megállítására használnak. Mindegyik sorozatban más-más szereplők vannak, a mentor azonban a műsor mindegyik variációjában ugyanaz. A mentor képzi ki az egyszerű embereket szuperhősökké. Mindig más gazembereket kell legyőzniük.

## Közvetítés
Magyarországon is népszerű a Power Rangers, adták a sorozatokat, és az ajándéktárgyak is szépen fogytak hazánkban. A franchise legújabb részét, a Ninja Steelt (és az utóbbi pár évadot) a Nickelodeon vetíti Amerikában és egyes országokban (például Németország vagy Magyarország), míg a többi sorozatot általában a Fox/Jetix vetítette. Az új részeket nem mutatták be itthon.

## Film
A sorozat sikerét meglovagolva először 1995-ben készült el a moziváltozat. Mighty Morphin Power Rangers címmel. Itthon Atomcsapat címen került a mozikba. Ezt követően 1997-ben egy újabb moziba szánt, de érdektelenség és minőségbeli problémák miatt célegyenest a videotékák polcaira száműzték a sorozat második mozis próbálkozását a Turbocsapatot. Ezt követően 2017-ben újra nekiugrottak egy mozis adaptációnak a modern kori technológiákat segítségül hívva, amely újra a kezdetektől indul és az eredeti sorozatot, a Mighty Morphin Power Rangerst dolgozta fel (ezt a folyamatot angolul rebootnak hívják). A film minőségileg az előző két filmnél jobban sikerült, de a fogadtatása elég vegyes volt.

## Magyarországon
Hazánkban a kilencvenes években mutatták be a legelső sorozatot, a Mighty Morphin Power Rangerst, illetve a róla készült filmet. A sorozat itthon egyszerűen csak a „Power Rangers” címet viselte, a film pedig Atomcsapat címen jelent meg. A „Power Rangers: Turbo” sorozat alapján készült film magyar címe szintén „Turbócsapat” volt.
Hazánkban a következő Power Rangers évadokat vetítették: Mighty Morphin Power Rangers, Power Rangers: Operation Overdrive (magyarul „Túlpörgetve”), Power Rangers: Mystic Force, Power Rangers: Samurai, Power Rangers: Megaforce. A korábbi évadokat a Fox Kids/Jetix sugározta, míg a Samurai és a Megaforce sorozatokat a Nickelodeon tűzte műsorára.

## Évadok
- Mighty Morphin: Power Rangers
- Mighty Morphin: Alien Rangers
- Power Rangers: Zeo
- Power Rangers: Turbo
- Power Rangers: In Space
- Power Rangers: Lost Galaxy
- Power Rangers: Lightspeed Rescue
- Power Rangers: Time Force
- Power Rangers: Wild Force
- Power Rangers: Ninja Storm
- Power Rangers: Dino Thunder
- Power Rangers: S.P.D.
- Power Rangers: Mystic Force
- Power Rangers: Operation Overdrive
- Power Rangers: Jungle Fury
- Power Rangers: RPM
- Power Rangers: Samurai
- Power Rangers: Megaforce
- Power Rangers: Dino Charge
- Power Rangers: Ninja Steel
- Power Rangers: Beast Morphers
- Power Rangers: Dino Fury[1]
- Power Rangers: Kozmikus Harag

## Film
- Atomcsapat
- Turbócsapat
- Power Rangers (film)
- Atomcsapat: Most és mindörökké